# Domnall mac Áedo
Domnall mac Áedo (m. 642), también conocido como Domnall II, fue Rey Supremo de Irlanda desde 628 hasta su muerto. Era hijo de Áed mac Ainmuirech y pertenecía a los Cenél Conaill, dinastía integrante de los Uí Néill del norte.
El año de nacimiento de Domnall es desconocido e incluso una fecha aproximativa depende de la fecha de la convención de Druim Cett, que es discutida. Ciertamente tuvo que haber nacido alrededor de 570 como muy pronto y en torno a 590 como muy tarde. Según la Vida de San Columba de Adomnán, Domnall mac Áedo conoció a Columba en Druim Cett cuando aún era un niño. Columba profetizó un gran éxito y una muerte pacífica en vejez para Domnall.
El hermano de Domnall, Máel Cobo (m. 615) se dice que fue Rey Supremo, al igual que su padre Áed, pero ambas reclamaciones son invenciones posteriores basadas en los Anales de los Cuatro Maestros y escritos similares. La lista de Reyes Supremos contenida en el Baile Chuinn Cétchathaigh (El Frenesí de Conn de las Cien Batallas), datado antes de 695, incluye a Domnall. El autor de los Anales de Úlster nombraba sólo doce "reyes de Irlanda", empezando con Domnall en 628–642, y acabando con Ruaidrí Ua Conchobair en 1166–1186.
La primera referencia a Domnall en los Anales de Ulster es de 628, un informe de la batalla de Both donde Domnall fue derrotado por el Rey Supremo, su primo lejano Uí Néill Suibne Menn de Cenél nEógain. Poco después, Suibne Menn fue asesinado por Congal Cáech, el rey Dál nAraidi de los Ulaid. Más tarde ese mismo año Domnall tomó su ejército y asaltó Leinster. El éxito en la guerra era la prueba habitual para un nuevo rey nuevo, y después el analista asume que Domnall fue reconocido como Rey Supremo.
En 629, los Anales hablan de batallas en Fid Eóin y Dún Ceithirn, pese a no aclarar cuál se luchó primero. En Fid Eóin, Máel Caích mac Sgannail derrotó al ejército del Reino de Dalriada, clientes de Cenél Conaill. El rey de Dál Riata, Connad Cerr, y dos nietos de Áedán mac Gabráin fueron asesinados. En Dún Ceithirn, Domnall causó una derrota a Congal Cáech y los ejércitos de Ulaid y Dál nAraidi. Además de la derrota del Ulaid, enemigos constantes de Cenél Conaill, la persistencia de Domnall en el poder pudo apoyarse en las guerras internas entre otros linajes de Uí Néill, guerra entre los Cenél nEógain informada en 630, y entre Clann Cholmáin y Síl nÁedo Sláine en 634–635.
En 637, Domnall afrontó otro desafío de Congal Cáech y los Ulaid. Congal contó con el apoyo de Domnall Brecc, rey de Dál Riata, y por Cenél nEógain. Domnall fue asistido por Síl nÁedo Sláine. La batalla de Mag Rath (Moira, Condado Down) fue una victoria decisiva para el Rey Supremo y Congal Cáech fue asesinado. En el mismo día de Mag Rath, la batalla de Sailtír (de Kintyre) entre la flota de Domnall, mandada por su sobrino Conall Cáel mac Máele Cobo, y una flota de Cenél nEógain y Dál Riata, fue vencida también por el Rey Supremo. Los Ulaid no fueron los principales damnificados, ya que se cree que los Dál Riata perdieron sus posesiones en Condado Antrim a raíz de la batalla. Mag Rath está relacionada con el Buile Shuibhne, el cuento de un ficticio rey de Dál nAraidi llamado Suibhne Gelt, cuyo origen es probablemente mucho más antiguo.
Los Anales de Tigernach informan de la muerte de la esposa de Domnall, Duinseach en 641. Domnall murió a finales de enero de 642, quizás después de una larga enfermedad. Domnall fue sucedido como rey de Cenél Conaill por su sobrino Cellach mac Máele Cobo. Entre los hijos de Domnall figuran Óengus mac Domnaill (m. 650), padre de Loingsech mac Óengusso (m. 703), rey supremo de Irlanda; Fergus Fanát, padre de Congal Cennmagair (m. 710), también rey supremo; Ailill Flann Esa (m. 666) así como Conall y Colcu (ambos murieron en 663).